# Amerikaanse aasgarnaal
De Amerikaanse aasgarnaal (Neomysis americana) is een aasgarnalensoort uit de familie van de Mysidae. De wetenschappelijke naam van de soort werd in 1873 voor het eerst geldig gepubliceerd door Sidney Irving Smith als Mysis americana. De Amerikaanse aasgarnaal is een belangrijk prooidier voor een aantal vissoorten, waaronder de Atlantische koornaarvis, de blauwbaars en de zandbot.

## Verspreiding
De Amerikaanse aasgarnaal is een algemeen voorkomende soort aasgarnalen langs de Atlantische kust van Noord- en Zuid-Amerika. De soort heeft een disjunct verspreiding en is aanwezig in een gebied dat zich uitstrekt van de Saint Lawrence-rivier tot Florida, en afzonderlijk in delen van Argentinië (Bahía Blanca, Bahía Anegada en Bahía Samborombón). Er kan een verdere verdeling zijn binnen de Noord-Amerikaanse populaties tussen die ten noorden van Cape Henry, Virginia (inclusief Georges Bank) en die van North Carolina naar het zuiden.
Via transport in het ballastwater van schepen bereikte de soort sinds 2010 ook West-Europa. In 2012 werd de soort voor het eerst in Belgische wateren waargenomen.